# Abadía de Iona
La Abadía de Iona es uno de los centros religiosos más antiguos y significativos de la Europa Occidental, ya que está considerado como el punto desde el que Columba de Iona comenzó la expansión del cristianismo por Escocia. Se encuentra en las Hébridas, concretamente en la isla de Iona, en la costa oeste de Escocia.

## Historia

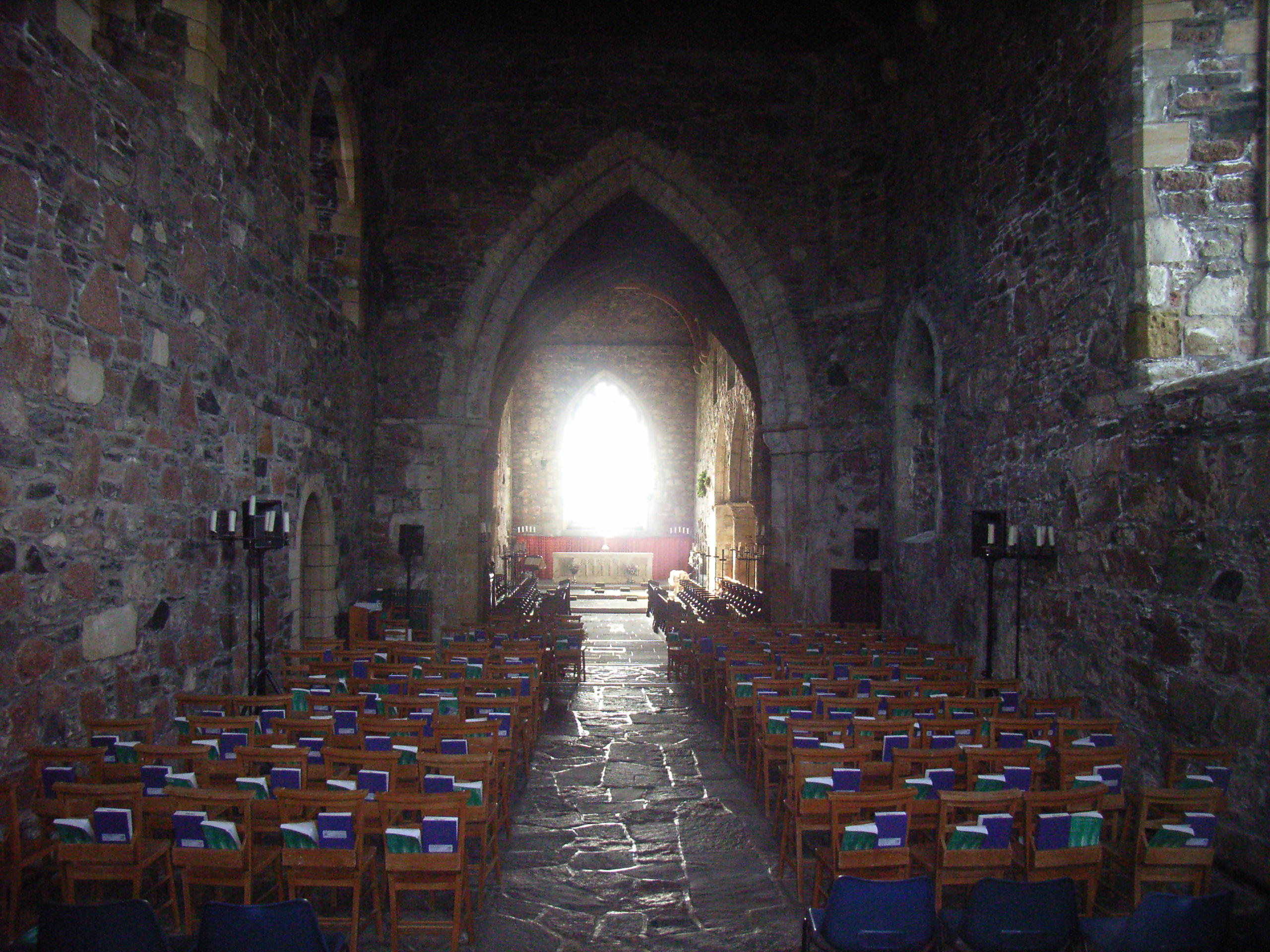
Interior de la Abadía.

En el año 563, Columba llegó a Iona desde Irlanda, donde fundó un monasterio que pronto se convirtió en uno de los centros religiosos y culturales más importantes de Europa en aquella época. Monjes de Iona establecieron otros centros similares en lugares tan lejanos como Suiza. El Libro de Kells, un famoso manuscrito ilustrado, fue producido por los monjes de Iona en los últimos años del siglo VIII, al igual que la Crónica de Irlanda, que también fue compuesta aquí hacia el año 740
La Abadía sufrió un saqueo a comienzos del siglo IX, en 806, cuando todos los monjes fueron encontrados muertos. Este saqueo ha sido atribuido a los vikingos, al igual que otros tres ataques similares producidos en menos de once años desde esa fecha.
Al comenzar el siglo XIII, Iona se había convertido en un monasterio de Benedictinos, quienes también fundaron otra institución, conocida como Iona Nunnery ("Convento de monjas de Iona"). Con la llegada de la Reforma Protestante, Iona, junto con muchas otras abadías a lo largo y ancho de Escocia, Inglaterra e Irlanda, fue cerrada y sus edificios demolidos.
En el siglo XIX, Iona fue adjudicada a la Iglesia de Escocia, que llevó a cabo una restauración extensiva del lugar. En 1938, el reverendo George MacLeod dirigió al grupo que reconstruyó la abadía y fundó la Comunidad de Iona, una comunidad ecuménica cristiana que todavía sigue existiendo en Iona.

## Aspectos de interés

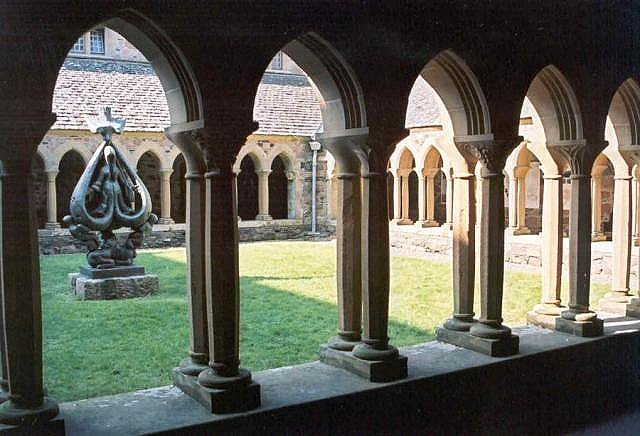
Claustro de la Abadía de Iona.

Muchos de los jefes y reyes de Escocia, así como de Irlanda, Noruega y Francia están enterrados en el cementerio de la abadía, hasta un total, según se cree, de 48 tumbas de monarcas. Entre los más importantes se encuentran Duncan I de Escocia (asesinado por Macbeth de Escocia en 1040). La abadía de Iona era muy admirada por el político John Smith, líder del Partido Laborista, de modo que a su muerte en 1994 fue enterrado en la abadía.
En la isla de Iona pueden verse junto a la abadía numerosas altas cruces celtas. La Cruz de San Martín (datada en el siglo VIII todavía se yergue junto al camino. Una réplica de la Cruz de San Juan se halla asimismo junto a la entrada de la abadía, mientras que el original, restaurado, se encuentra en el museo en el interior.
El escultor contemporáneo Christopher Hall trabajó durante muchos años con tallas en el claustro de la abadía, que representan animales, pájaros o plantas. Más recientemente, Christopher Hall fue el encargado de esculpir la tumba del político John Smith.